# Albrechtschraufite
L'albrechtschraufite è un minerale.